# Озерище (Чечерский район)
Озерище (бел. Азярышча) — упразднённый посёлок в Чечерском районе Гомельской области Беларуси. Входил в состав Ленинского сельсовета.

## География

### Расположение
В 4 км на юг от Чечерска, 41 км от железнодорожной станции Буда-Кошелёвская (на линии Гомель — Жлобин), 69 км от Гомеля.

### Гидрография
На южной окраине озеро Стоящее.

## Транспортная сеть
Транспортные связи по просёлочной, затем по автодорогам, которые идут от Чечерска. Застройка деревянная, усадебного типа.

## История
Основан в начале XX века переселенцами из соседних деревень. В 1930 году организован колхоз. 9 жителей погибли на фронтах Великой Отечественной войны. Согласно переписи 1959 года в составе колхоза имени В. И. Ленина (центр — посёлок Вознесенский).

## Население

### Численность
- 2004 год — жителей нет.

### Динамика
- 1926 год — 11 дворов, 59 жителей.
- 1959 год — 57 жителей (согласно переписи).
- 2004 год — жителей нет.